# Isar Aerospace
Isar Aerospace — це німецька космічна стартап-компанія, що має штаб-квартиру в Оттобрунні біля Мюнхена та центральний офіс у Ватерстеттені біля Мюнхена. Компанія була заснована в лютому 2018 року інженерами-космонавтами Даніелем Мецлером, Маркусом Брандлом та Йозефом Петером Флейшманом.

## Історія
Засновники Isar Aerospace раніше брали участь у науково-дослідницькій групі з ракетної техніки та космонавтики (WARR) при Технічному університеті Мюнхена, яка вже розробила власні двигуни та суборбітальну ракету. У першому раунді фінансування влітку 2018 року брали участь виробник опалювальних систем Viessmann (через дочірню компанію Vito Ventures), венчурний капіталіст UVC Partners та Булент Алтан — ранній керівник SpaceX. Наприкінці 2019 року Isar Aerospace отримала 17 мільйонів доларів США, зокрема від Airbus.Наприкінці 2020 року компанія залучила ще 75 мільйонів євро, а в липні 2021 року — ще 65 мільйонів євро.
У квітні 2019 року компанія мала близько 20 співробітників, в жовтні 2021 року — вже 180, а в кінці грудня того ж року — 220. У березні 2023 року компанія оголосила, що змогла залучити додаткові 165 мільйонів доларів США венчурного капіталу. Після розширення раунду фінансування «C» на 220 мільйонів євро, зокрема завдяки коштам з НАТО Innovation Fund, загальний капітал компанії у червні 2024 року склав понад 400 мільйонів євро.
У липні 2021 року Porsche SE придбала невелику частку в Isar Aerospace. Хоча фінансові умови угоди не були розголошені, відомо, що в новому раунді фінансування стартап залучив близько 75 мільйонів доларів. Porsche пояснила свою інвестицію тим, що Isar Aerospace має великий потенціал стати провідним європейським виробником ракет-носіїв.
Американський космічний новинний журнал SpaceNews нагородив Isar Aerospace у грудні 2023 року титулом «Стартап року». Особливо компанії вразила здатністю залучати великі суми капіталу.
У травні 2024 року компанія оголосила про плани побудувати нову головну офісу в Ватерстеттені. На площі 40 000 м² буде вироблятися до 40 ракет типу Spectrum щорічно. У листопаді 2024 року Isar Aerospace отримала додаткові 15 мільйонів євро від програми Boost! Європейського космічного агентства (ESA). Раніше, у травні 2020 року, компанія отримала 500 000 євро з цієї програми в рамках конкурсу мікроланчерів, організованого Німецьким центром аерокосмічних досліджень. Оскільки Isar Aerospace виграла перший етап конкурсу, ESA надала їй ще 11 мільйонів євро.
У березні 2023 року компанія залучила 165 мільйонів доларів у рамках раунду Series C від 7-Industries Holding, Bayern Kapital, Lombard Odier та існуючих інвесторів.
У 2024 році було залучено додаткові 70 мільйонів доларів від NATO Innovation Fund та інших учасників, що стало розширенням попереднього раунду Series C. Загальний обсяг фінансування компанії перевищує 400 мільйонів євро.

## Партнерства
У квітні 2021 року Isar Aerospace підписала контракт з Andøya Space на оренду пускового майданчика. 20-річна угода дозволить компанії запускати свою ракету Spectrum.
У січні 2022 року компанія виграла приз Європейської комісії у рамках конкурсу European Innovation Council (EIC) Horizon Prize «Low-Cost Space Launch», який включав грант на 10 мільйонів євро.
У липні 2022 року Isar Aerospace оголосила, що французьке космічне агентство CNES вибрало стартап для першого приватного запуску з Космічного центру Гвіани у Французькій Гвіані. Компанія використовуватиме пускову платформу, яку раніше використовував Diamant.
У листопаді 2022 року Isar Aerospace та Exotrail підписали угоду про кілька запусків. Ракета Spectrum використовуватиметься для запуску космічного вантажного транспорту Exotrail на низьку орбіту Землі (LEO) та геостаціонарні орбіти передачі (GTO) з пускових майданчиків Isar Aerospace.

## Продукти
Наразі Isar Aerospace розробляє двоступінчасту ракету-носій Spectrum, яка повинна мати можливість виводити до 1 т корисного навантаження на низьку орбіту Землі.
Spectrum має стати економічно ефективним рішенням для запуску малих супутників. Isar Aerospace планує виготовляти близько 80 % ракети Spectrum самостійно, використовуючи передові технології від технічних компаній, що розташовані в районі Мюнхена. Ця стратегія підкреслює важливість місцевої співпраці та інновацій для оптимізації виробництва та контролю якості компонентів ракети.
14 березня 2025 року норвезьке цивільне авіаційне агентство Luftfartstilsynet надало ліцензію на запуск ракети з космодрому Andøya Space Center. Запуск відбувся 30 березня 2025 року, але через 30 секунд після старту ракета була знищена системою відмови польоту.